# アントニー・レヴェイエール
アントニー・レヴェイエール（Anthony Reveillere フランス語発音: [ɑ̃.tɔ.ni ʁe.vɛ.jɛʁ], 1979年11月10日 - ）は、フランス共和国ペイ・ド・ラ・ロワール地域圏メーヌ＝エ＝ロワール県ドゥエ＝ラ＝フォンテーヌ出身の元同国代表サッカー選手。現役時代のポジションはサイドバック。

## クラブ経歴
アンジェSCOの下部組織を経て、スタッド・レンヌの下部組織へ渡り、1998年2月3日の敵地でのSCバスティア戦（0-0）にてレンヌのトップチームからリーグ・アン初出場を飾る。翌1998-99シーズンからは右サイドバックのレギュラーに定着し、2003年1月23日に500万ユーロでの完全移籍オプション付きでスペイン1部のバレンシアCFへ半年の期限付き移籍の契約を締結した。バレンシアでもレギュラーとして18試合に出場したものの、クラブの財政的な問題からオプションを行使されなかったため、2003年7月7日に推定移籍金480万から550万ユーロでオリンピック・リヨンと5年契約を締結してフランスに舞い戻り、1999年から2001年に指導を受けたポール・ル・グエン監督と再会した。
リヨンでは、最初のシーズンにエリック・ドフランドルを退団に追いやる活躍を見せると、以後はフランソワ・クレールと激しいポジション争いを演じるが、2008年11月22日のパリ・サンジェルマンFC戦でステファヌ・セセニョンとの衝突の際に左足前十字靭帯損傷の大怪我を負った（なお、クレールも8月に右膝十字靭帯断裂で離脱している）ことで、その間に台頭したラミーヌ・ガサマとも競争することとなった。当初は、シーズン絶望となるほどの負傷と予測され、2009年1月8日に手術が決定していたが、3日前のMRI検査で損傷箇所が僅かながらも治癒している兆候が発覚したために執刀医と相談して手術の中止を決断すると、この決断にクラブの医療スタッフやクロード・ピュエル監督は懐疑的であり、反対されたが、再発の場合には3ヶ月分の給与を返還するとの契約に署名し、2009年4月12日のASモナコ戦で復帰初戦ながらもフル出場を果たすと、それから1ヶ月後のFCナント戦が復帰2戦目となった。なお、この時に手術を行わなかった選択が、2012年8月のミラン・ビシェヴァツとのトレードの際のメディカルチェック不合格に繋がった（なお、ビシェヴァツはリヨンに移籍）。
2012-13シーズン終了時の契約満了に伴って10年間所属したリヨンを退団。世代交代により放出されたとも報じられる一方で、クラブ側は契約を2015年までの2年延長したがレヴェイエール本人が拒否したと説明した。リヨンでの10年でリーグ戦5連覇を含めて12ものタイトル獲得に貢献、UEFAチャンピオンズリーグにはグレゴリー・クーペに次ぐ77試合に出場しており、クラブ史上最高位となる準決勝進出を決めたUEFAチャンピオンズリーグ 2009-10のFCジロンダン・ボルドー戦で2試合共にフル出場している。
リヨン退団後の2013年9月7日にオリンピック・マルセイユと1年契約で合意に達し、懸念されていた左膝の古傷も問題なくメディカルチェックに合格したものの、会談の末に破談となった。11月8日、ジャンドメニコ・メストとフアン・スニガが負傷離脱しサイドバックの駒不足に陥り、また、バレンシア時代に師事したラファエル・ベニテス監督率いるイタリアのSSCナポリへ半年+1年契約を締結した。ナポリでは、左サイドバックのレギュラーとしてプレーしていたが、冬の移籍市場でファウジ・グラムが加入してからは控えに追いやられ、慣れ親しんだ右サイドバックではエンリケの存在のために出場機会はなく、2014年5月に退団となった。
2014年10月、サンダーランドAFCとシーズン終了までの契約を結んだ。
2015年11月10日、獲得オファーがなく子供との時間を優先するため現役引退することを表明した。

## 代表経歴
フランス代表としては、U-15から各世代の代表に選出されていき、2003年10月のイスラエルとのUEFA EURO 2004予選へ向けてA代表に初招集され、11日の同試合で初出場を飾る。その後の怪我やウィリー・サニョル、バカリ・サニャ、ロッド・ファンニ、クラブでの同僚フランソワ・クレールの存在のため、2005年11月のドイツ戦を最後に代表から遠ざかっていたが、右サイドバックで2番手だったファンニを押し出し、U-21代表時代に師事したレイモン・ドメネク監督によって2010 FIFAワールドカップの登録メンバーに選出された。同大会では、全3試合サニャが先発したことで出番はなかったものの、大会後の2010年6月4日の中国戦で2005年以来の復帰を果たすと、2011年10月7日のUEFA EURO 2012予選のアルバニア戦で代表初得点を挙げた。UEFA EURO 2012では、マテュー・ドゥビュシーがレギュラーを務めたことで控えとなり、準々決勝のスペイン戦でドゥビュシーがミッドフィルダーに抜擢されたことに伴って右サイドバックの位置で先発初出場し、ドゥビュシーと共に右サイドを支えることになったが、アンドレス・イニエスタとジョルディ・アルバに崩されてしまい、失点に繋がった。

## 代表歴

### 出場大会
- フランス代表
  - 2010 FIFAワールドカップ

### 試合数
- 国際Aマッチ 20試合 1得点（2003年-2012年）[29]

| フランス代表 | 国際Aマッチ | 国際Aマッチ |
| 年           | 出場        | 得点        |
| ------------ | ----------- | ----------- |
| 2003         | 1           | 0           |
| 2004         | 0           | 0           |
| 2005         | 4           | 0           |
| 2006         | 0           | 0           |
| 2007         | 0           | 0           |
| 2008         | 0           | 0           |
| 2009         | 0           | 0           |
| 2010         | 4           | 0           |
| 2011         | 7           | 1           |
| 2012         | 4           | 0           |
| 通算         | 20          | 1           |

## タイトル

### クラブ
リヨン
- リーグ・アン : 2003-04, 2004-05, 2005-06, 2006-07, 2007-08
- クープ・ドゥ・フランス : 2007-08, 2011-12
- トロフェ・デ・シャンピオン : 2003, 2004, 2005, 2006, 2007

ナポリ
- コッパ・イタリア : 2013-14

### 個人
- リーグ・アン ベストイレブン : 2010-11